# Iván Ramiro Sosa
Iván Ramiro Sosa Corvo (Pasca, Cundinamarca, 31 de outubro de 1997) é um ciclista profissional colombiano. Atualmente corre para a equipa britânica Ineos Grenadiers de categoria UCI WorldTeam.

## Palmarés
- 2018
  - 1 etapa da Volta ao Táchira
- Tour de Bihor, mais 1 etapa
- Adriatica Ionica Race, mais 1 etapa
- Tour de Sibiu, mais 1 etapa
- Volta a Burgos, mais 1 etapa
  - 1 etapa do Tour de l'Avenir

- 2019
  - 1 etapa da Estrada de Occitânia
- Volta a Burgos, mais 2 etapas

- 2020
  - 1 etapa da Volta a Burgos

- 2021
- Tour La Provence, mais 1 etapa

## Resultados em Grandes Voltas e Campeonatos do Mundo
Durante sua corrida desportiva tem conseguido os seguintes postos nas Grandes Voltas e nos Campeonatos do Mundo:
| Corrida            | Corrida            | 2017 | 2018 | 2019 | 2020 | 2021 |
| ------------------ | ------------------ | ---- | ---- | ---- | ---- | ---- |
|                    | Giro d'Italia      | —    | —    | 44.º | —    | —    |
|                    | Tour de France     | —    | —    | —    | —    | —    |
|                    | Volta a Espanha    | —    | —    | —    | 62.º | —    |
| Mundial em Estrada | Mundial em Estrada | —    | —    | —    | —    | —    |

—: não participa

Ab.: abandono

## Equipas
- Maltinti Lampadari (Amador) (2016)
- Androni Giocattoli-Sidermec (2017-2018)
- Sky/INEOS (2019-)
  - Team Sky (01.2019-04.2019)
  - Team INEOS (05.2019-08.2020)
  - Ineos Grenadiers (08.2020-)